# Налобіха
Налобі́ха (рос. Налобиха) — село у складі Косіхинського району Алтайського краю, Росія. Адміністративний центр Налобіхинської сільської ради.

## Населення
Населення — 4273 особи (2010; 4486 у 2002).
Національний склад (станом на 2002 рік):
- росіяни — 94 %